# Sphyraena forsteri
Sphyraena forsteri, conosciuto comunemente come barracuda del Pacifico è un pesce marino appartenente alla famiglia Sphyraenidae.

## Distribuzione e habitat
Questa specie è diffusa nell'Indo-Pacifico: dalla costa orientale africana compreso il Mar Rosso e Madagascar alla costa indiana, arcipelago indonesiano, costa australiana, coreana e cinese fino al Giappone meridionale. Abita le acque tropicali e subtropicali, nelle scogliere e nelle lagune atollifere delle barriere coralline.

## Descrizione
Presenta un corpo molto allungato e idrodinamico, testa anch'essa allungata, provvista di grandi occhi e forti mascelle, con due file di denti sporgenti e affilati. La mascella superiore non è protrattile, come invece nella maggioranza dei pesci. Sul dorso sono presenti pinne dorsali, la coda è fortemente forcuta. La linea laterale è molto sviluppata. La pelle è ricoperta da piccole scaglie lisce. 

La livrea è bianco argentea, con chiazze più scure. 

Raggiunge una lunghezza di 75 cm.

## Alimentazione
Come tutti i barracuda ha dieta carnivora: si nutre infatti di altri pesci.

## Pesca
S. forsteri è pescato per uso alimentare.

## Pericoli
Sono stati segnalati molti casi di avvelenamento da ciguatera da parte di chi si ciba delle sue carni poco cotte.